# Eugeniusz Piestrzyński
Eugeniusz Piestrzyński (ur. 18 grudnia 1887 w Kaliszu, zm. 5 maja 1962 w Milanówku) – pułkownik lekarz Wojska Polskiego, żołnierz Legionów Polskich, lekarz przyboczny Józefa Piłsudskiego, kawaler Orderu Virtuti Militari.

## Życiorys
Maturę zdał w Gimnazjum św. Anny w Krakowie w 1906. Studiował medycynę na Uniwersytecie Jagiellońskim, którą ukończył w 1912. Specjalizował się w ginekologii i położnictwie u Aleksandra Rosseta, w którego klinice pracował w latach 1912–1914. W czasie I wojny światowej pełnił funkcje lekarza batalionowego, pułkowego i komendanta szpitala polowego I Brygady Legionów Polskich, awansując na podporucznika lekarza (29 września 1914) i kapitana lekarza (28 października 1915).
Po 1918 pracował w służbach medycznych Naczelnego Dowództwa Wojska Polskiego i lekarza przybocznego Józefa Piłsudskiego oraz komendanta szpitala zapasowego nr 2 w Warszawie. Był świadkiem na ślubie Piłsudskiego i Aleksandry Szczerbińskiej, który odbył się 25 października 1921 w Belwederze.
3 maja 1922 został zweryfikowany w stopniu pułkownika ze starszeństwem z dniem 1 czerwca 1919 i 26. lokatą w korpusie oficerów sanitarnych, grupa lekarzy, a jego oddziałem macierzystym była Kompania Zapasowa Sanitarna Nr 1. W lutym 1924 został przesunięty w Szpitalu Okręgowym Nr VIII w Toruniu ze stanowiska starszego ordynatora na stanowisko komendanta szpitala, pozostając oficerem nadetatowym 8 batalionu sanitarnego. W 1925 został przeniesiony w stan spoczynku.
13 maja 1927 Prezydent RP mianował go dyrektorem Departamentu V Służby Zdrowia w Ministerstwie Spraw Wewnętrznych. Pełnił liczne funkcje społeczne był m.in. Prezesem Polskiego Związku Przeciwgruźliczego, Polskiego Towarzystwa Higienicznego (1932–1939), Międzynarodowego Towarzystwa Przeciwgruźliczego, działał w Związku Legionistów Polskich. Honorowy Obywatel Miasta Ciechocinka. Wiceminister pracy i opieki społecznej w rządzie Walerego Sławka. 
W czasie II wojny światowej przebywał w Rumunii, Francji i Wielkiej Brytanii. W randze generalskiej został powołany przez Brytyjczyków na komendanta szpitala wojennego w Anglii. Po wojnie powrócił do Polski po 1956. Pracował jako szkolny nadinspektor higieny i wychowania fizycznego w Wydziale Zdrowia i Opieki Społecznej Dzielnicowej Rady Narodowej Warszawa – Śródmieście, oraz w jednej z placówek ZUS na warszawskim Żoliborzu, będąc poddanym aż do śmierci inwigilacji przez Służbę Bezpieczeństwa. 
Zmarł 5 maja 1962 w Milanówku. Pochowany na cmentarzu Powązkowskim (kwatera 67-2-22).

## Ordery i odznaczenia
- Krzyż Srebrny Orderu Wojskowego Virtuti Militari nr 3441 (1921)[11][12][13]
- Krzyż Komandorski z Gwiazdą Orderu Odrodzenia Polski (25 stycznia 1939)[14]
- Krzyż Komandorski Orderu Odrodzenia Polski (10 listopada 1928)[15]
- Krzyż Niepodległości (20 lipca 1932)[16][12]
- Krzyż Kawalerski Orderu Odrodzenia Polski
- Krzyż Walecznych (trzykrotnie)[11][12]
- Złoty Krzyż Zasługi (9 listopada 1929)[17][12]
- Medal Pamiątkowy za Wojnę 1918–1921[12]
- Medal Dziesięciolecia Odzyskanej Niepodległości[12]
- Brązowy Medal za Długoletnią Służbę[12]
- Odznaka Honorowa PCK I stopnia (1935)[18]
- Krzyż Komandorski z Gwiazdą Orderu Korony Włoch (Włochy)[12]
- Krzyż Komandorski Orderu Gwiazdy Rumunii (Rumunia)[11][12]